# Любоміно (гміна)
Гмі́на Любомі́но (пол. Gmina Lubomino) — сільська гміна у північній Польщі. Належить до Лідзбарського повіту Вармінсько-Мазурського воєводства.
Станом на 31 грудня 2011 у гміні проживало 3654 особи.

## Територія
Згідно з даними за 2007 рік площа гміни становила 149.56 км², у тому числі:
- орні землі: 72.00%
- ліси: 15.00%

Таким чином, площа гміни становить 16.18% площі повіту.

## Населення
Станом на 31 грудня 2011:
| Опис     | Загалом | Загалом | Чоловіки | Чоловіки | Жінки | Жінки |
| -------- | ------- | ------- | -------- | -------- | ----- | ----- |
| одиниця  | осіб    | %       | осіб     | %        | осіб  | %     |
| все      | 3654    | 100     | 1890     | 51.72    | 1764  | 48.28 |
| міське   | 0       | 100     | 0        |          | 0     |       |
| сільське | 3654    | 100     | 1890     | 51.72    | 1764  | 48.28 |

## Сусідні гміни
Гміна Любоміно межує з такими гмінами: Добре Място, Лідзбарк-Вармінський, Мілаково, Орнета, Сьвйонткі.